# Dipsastraea pallida
Espèce
Dipsastraea pallida est une espèce de coraux appartenant à la famille des Merulinidae.